# Turbonilla oaxacana
Turbonilla oaxacana is een slakkensoort uit de familie van de Pyramidellidae. De wetenschappelijke naam van de soort is voor het eerst geldig gepubliceerd in 1951 door Hertlein & Strong.